# Ботан (Ланд)
Ботан (фр. Bostens) насеље је и општина у југозападној Француској у региону Аквитанија, у департману Ланд која припада префектури Мон де Марсан.
По подацима из 1999. године у општини је живело 149 становника, а густина насељености је износила 19 становника/km². Општина се простире на површини од 7,66 km². Налази се на средњој надморској висини од 100 метара (максималној 119 m, а минималној 80 m).

## Демографија
| 1962. | 1968. | 1975. | 1982. | 1990. | 1999. | 2011. |
| ----- | ----- | ----- | ----- | ----- | ----- | ----- |
| 115   | 131   | 118   | 100   | 149   | 149   | 176   |

График промене броја становника у току последњих година